# Dee Brown
Dorris Alexander "Dee" Brown (Alberta, Louisiana, 1908. február 28. – Little Rock, Arkansas, 2002. december 12.) amerikai történész, könyvtáros, regényíró.
Leghíresebb műve a Bury My Heart at Wounded Knee c. 1970-ben megjelent könyv volt, amely a magyar fordításban "A Vadnyugat története indián szemmel" címet kapta. A gondos kutatómunkán alapuló mű az amerikai indiánok történetét és az Egyesült Államok nyugati irányú terjeszkedését dolgozza fel.

## Élete
Louisiana államban, Alberta városka közelében egy favágó-táborban született. Apját ötéves korában elveszítette, ezután édesanyja szüleihez, az Arkansas állam déli részén lévő Stephensbe költöztek. Brown anyai nagyanyja, akinek apja még ismerte Davy Crockettet, az indián határvidék-korszak legendás hírű szereplőjét, sokat mesélt unokájának a régi időkről, a telepesek nehéz életéről és az indiánokról, valamint arról, hogyan vészelte át a család a polgárháborús nehéz időket.
Stephens-ben 1920-ban olajat találtak, ami vadnyugati felfordulást okozott és a városban spekulánsok és szerencselovagok jelentek meg, ezért Brown családja Little Rockba, Arkansas egyik nagyvárosába költözött. A fiú itt járt középiskolába, ahol 15 éves korában barátaival újságot jelentetett meg, hogy leleplezze a Stephens-ben zajló olaj-üzelmeket.
Iskolaévei több, indián származású barátja is volt, és Brown csodálkozva figyelte, ahogy ezek a fiúk a moziban a westernfilmek vetítésekor mindig a „gonosz indiánoknak” szurkolnak. A korszak amerikai közgondolkodása szerint az indián gonosz és primitív volt, aki a „magasabbrendű” fehér ember által képviselt „fejlődést” akadályozta. Ezt, a meglehetősen sztereotip vélekedést sugalmazták a kor filmjei is – ő azonban indián barátaitól egészen másfajta történeteket hallott.
A középiskola befejezése után Brown nyomdászként és újságíróként dolgozott Arkansasban. 1928-ban főiskolai tanulmányokat kezd az Arkansas állambeli Conwayben, és 1931-ben főiskolai bölcsész- és tanárdiplomát szerez. Főiskolás évei során dolgozik az egyetem könyvtárában, ami teljesen lenyűgözi, és elhatározza, hogy hivatásos könyvtáros lesz. Szintén egyetemi évei alatt egyik professzorával, Dean McBriennel két tanulmányutat tesz az USA nyugati államaiba, ahol életre szóló élményeket szerez. Mint írja: többet tanultam itt, mint amennyit bármilyen osztályteremben lehetséges….
1931-ben Washingtonba megy, ahol könyvtárosként dolgozik, majd 1935-ben könyvtárosi (főiskolai) diplomát is szerez. Röviddel bevonulása előtt, 1942-ben jelenik meg első könyve, a Davy Crockett életét feldolgozó Wave the Banner High. A háború alatt a hadseregben könyvtárosként szolgál, és ez idő alatt az Egyesült Államok Nemzeti Levéltárában egyedülálló történeti dokumentumokhoz fér hozzá. A háború után volt kollegáival három, a vadnyugat történetét feldolgozó munkát jelentet meg, amelyek megalapozzák történészi és irodalmi karrierjét.
Az 50-es évektől 1972-es nyugdíjba vonulásáig Brown az illinois-i egyetemen dolgozik, mint könyvtáros (közben könyvtárosi egyetemi diplomát szerezve). Ezekben az években két, a polgárháború történetével foglalkozó történelmi munkát publikál, valamint 1958-ban megjelenik nagy sikerű könyve, a The Gentle Tamers: Women of the Old Wild West, amelyben az amerikai Vadnyugat asszonyainak állít emléket.
Tudományos történeti munkái mellett könnyedebb műfajokkal is megpróbálkozik: az 50-es és 60-as években több western-regényt ír, és egy komikus regényt, több ismeretterjesztő történelmi könyvet, valamint számos, főleg fiatal olvasóknak szóló könyvet publikál, mint például az 1964-ben megjelent Showdown at Little Big Horn. Egyik ismeretterjesztő népszerű történeti műve, a Grierson's Raid (1954 – magyarul A nagy lovaskaland címmel jelent meg), tudományos körökben is elismerést arat. Méltatói szerint: „..különösen érdekes forrásanyagot (egy még publikálatlan önéletrajz, naplók, családi levelek) dolgoz fel egy polgárháborús lovasportya történetének érdekfeszítő elbeszélésévé”..
A 60-as évek végén elkezdi írni főművét (Bury My Heart at Wounded Knee), amelyet azóta számos nyelvre fordítottak le, és több mint 5 millió példányban kelt el. A The New York Times méltatása szerint a könyv egy "keserű, kegyetlen történeti szembesítés azzal, ahogy a fehér hódítók 1860 és 1890 között könyörtelenül elbántak az indiánokkal, becsapva és kisemmizve, majd elüldözve őket szülőföldjükről". A szerző – saját bevallása szerint – a legnagyobb elismerést egy indián olvasójától kapta, akit ezt mondta: "Ezt a könyvet nem Ön írta – ezt a könyvet csak egy indián írhatta meg."
Nyugdíjba vonulása után Brown további 27 termékeny éven keresztül alkotott, jelentősebb művei ebben az időszakban a Creek Mary’s Blood (1980), az első transzkontinentális vasútvonal történetét kritikus szemlélettel feldolgozó 1977-es Hear That Lonesome Whistle Blow (magyarul: Vasút a vadnyugaton).
Utolsó, 11-ik történelmi regényét (Way To Bright Star) kilencvenévesen, 1998-ban írta.

## Fontosabb művei
Történeti munkák
- Fighting Indians of the West (1948)
- Grierson's Raid (1954) – magyarul A nagy lovaskaland
- The Gentle Tamers: Women of the Old Wild West (1958)
- Bury My Heart at Wounded Knee (1970)- magyarul A Vadnyugat története indián szemmel
- The Fetterman Massacre (1974)
- Hear That Lonesome Whistle Blow (1977) – magyarul Vasút a vadnyugaton
- The Galvanized Yankees (1986)
- Wondrous Times on the Frontier (1991)
- The American West (1994)
- Great Documents in American Indian History (1995)

Regények
- Wave High The Banner (1942)
- Morgan's Raiders (1959)
- Showdown at Little Big Horn (1964)
- Creek Mary’s Blood (1980)
- Killdeer Mountain (1983)
- Conspiracy of Knaves (1986)
- Way To Bright Star (1998)

Egyéb művei
- American Spa: Hot Springs, Arkansas (1982) – an illustrated history
- Dee Brown's Folktales of the Native American: Retold for Our Times (1993)
- Images of the Old West (1996)
- When the Century Was Young (1993) – (memories of growing up in 1920s & 1930s)

## Magyarul
- A Vadnyugat története indián szemmel; ford. Tandori Dezső; Kossuth, Budapest, 1973
  - (Wounded Knee-nél temessétek el a szívem címen is)
- A nagy lovaskaland. Epizód az amerikai polgárháborúból; ford. Bíró Dávid; Kossuth, Budapest, 1979
- Vasút a vadnyugaton; ford. Tandori Dezső; Kossuth, Budapest, 1980
- Wounded Knee-nél temessétek el a szívem. A vadnyugat története indián szemmel; ford. Tandori Dezső, Wiesenmayer Teodóra; jav., bőv. kiad.; Cartaphilus, Budapest, 2011

## Dee Brown az írott sajtóban
- Washington Post, December 14, 2002
- The Economist, December 21, 2002